# Кабинет Уједињеног Краљевства
Кабинет Уједињеног Краљевства (енгл. Cabinet of the United Kingdom) фактички је носилац извршне власти у Уједињеном Краљевству.
Будући да се Кабинет историјски сматра извршним комитетом Државног савјета Уједињеног Краљевства онда и сви кабинетски министри по положају постају државни савјетници. Владине уредбе (енгл. Orders in Council) службено доноси монарх на сједницама Државног савјета у присуству лорда предсједника Савјета и три државна савјетника.

## Састав
Кабинет Уједињеног Краљевства се састоји из премијера и око 20 државних секретара („кабинетских министара”). Нижи краљевски министри од државних секретара су државни министри и парламентарни секретари и они су само изузетно чланови Кабинета.
Садашња британска влада има премијера, 22 кабинетска министра и 100 осталих министара.
Премијер и државни секретари се бирају из реда Дома комуна, а нижи краљевски министри и из Дома лордова. Њих формално поставља краљица преко Државног савјета. У британској монархији на снази је правна фикција да је монарх носилац извршне власти, а заправо је то премијер. Стога о именовању кабинетских и осталих министара одлучује премијер као вођа најјаче политичке партије која формира владу.

## Дјелокруг
Кабинет се редовно састаје једном седмично, најчешће уторком да би разматрао најважнија владина питања и да би доносио одлуке. До скора, сва засједања су се одржавала четвртком, али од када је Гордон Браун премијер, засједања су помјерена на уторак. Засједања понекад трају само 30 минута, због тога што се одлуке претресају у поткомитетима или на састанцима премијера и ресорних кабинетских чланова тако да је сама дискусија у Кабинету ограничена. Премијер сваке седмице има редовну аудијенцију код краљице.
Кабинет има много поткомитета који се баве појединим политичким подручјима. Неки од њих обухватају надлежности више министара и због тога је потребна добра координација. Поткомитети могу бити стални или привремени (ад хок). Млађи министри су често чланови ових поткомитета заједно са државним секретарима.
Преношење послова кроз засједања Кабинета и његових поткомитета врши секретаријат у саставу Кабинетске канцеларије.
Постоје две кључне уставне конвенције које говоре о одговорности кабинетских министара пред Парламентом, појединих млађих министара и колективна одговорност Кабинета.
Одговорност постоји звог чињенице да је кабинетски министар члан Парламента и да је због тога одговоран дому из кога долази. Краљица за премијера именује само оног члана Парламента који може обезбиједити већину за доношење закона и буџета, и Дом комуна очекује да сви министри буду одговорни Парламенту. Кабинет обично шаље млађег министра да заступа министарство у дому Парламента, из кога није изабран министар.
Колективна одговорност Кабинета значи да сви његови чланови одлуке доносе колективно и тако су колективни одговорни за њихово извршавање и провођење. Уколико се министар не слаже са владином одлуком или му се изгласа неповјерење, од њега се очекује да поднесе оставку.
Појединачна министарска одговорност се односи на одговорност министара као шефова министарстава. Уколико неко министарство доживи огроман губитак или штету, од министра се очекује да поднесе оставку (може бити присиљен од стране премијера) док грађански службеници министарства остају на сталном раду.
Парламентарне интерпелације могу бити постављене министрима у оба дома Парламента, усмено или писмено. Кабинетски министри морају дати одговор на интерпелације или лично или преко својих замјеника. Писмени одговори се најчешће пишу од стране грађанског службеника.
Парламент не може отпустити појединачног министра, али Дом комуна може изгласати неповјерење цијелој Влади. Уколико се изгласа неповјерење, краљица онда тражи да се повјерење врати кроз нову одлуку Парламента, или расписује нове изборе, или прихвата добровољну оставку цијеле Владе.